# فهرست فرودگاه‌های موریس
این مقاله شامل فهرست فرودگاه‌های موریس است که بر پایهٔ مکان قرارگیری آن‌ها مرتب شده است.

## فرودگاه‌ها
| شهر            | ناحیه           | ایکائو | یاتا | نام فرودگاه                            | مختصات                                                         |
| -------------- | --------------- | ------ | ---- | -------------------------------------- | -------------------------------------------------------------- |
| Plaine Magnien | ناحیه گرند پورت | FIMP   | MRU  | فرودگاه بین‌المللی سر سیوساگور رامگولام | ۲۰°۲۵′۴۸″ جنوبی ۰۵۷°۴۰′۵۹″ شرقی / ۲۰٫۴۳۰۰۰°جنوبی ۵۷٫۶۸۳۰۶°شرقی |
| Plaine Corail  | جزیره رودریگز   | FIMR   | RRG  | فرودگاه گائتان دووال                   | ۱۹°۴۵′۲۷″ جنوبی ۰۶۳°۲۱′۳۹″ شرقی / ۱۹٫۷۵۷۵۰°جنوبی ۶۳٫۳۶۰۸۳°شرقی |